# Opa Kip
Jan "Opa" Kip (Dreischor, 18 maart 1851 - aldaar, 21 november 1958) was een Zeeuwse landarbeider, die in zijn laatste levensjaren landelijk bekend werd als oudste man van Nederland.
In zijn jonge jaren trok hij elke zomer naar Zuid-Beveland, om er te helpen bij de vlasoogst. Daar maakte hij kennis met nieuwigheden als de trein, de fiets en de zaaimachine. Vanaf zijn trouwen woonde hij aan de Stoofweg in Dreischor, waar thans een tekstbordje de gevel van zijn huisje siert.
Heel Dreischor vierde op 18 maart 1951 zijn honderdste verjaardag in café De drie schapen. Ook de volgende jaren werd Opa die dag in het zonnetje gezet met een aubade. Schooljeugd en landarbeiders kregen vrijaf en heel het dorp vierde feest. Behalve dan in 1953, toen hij na de watersnoodramp verbleef in een ziekenhuis in Dordrecht, waar de burgemeester hem een taart kwam brengen. Ook koningin Juliana kwam hem daar opzoeken. Toen hij het jaar daarop met zijn dorpsgenoten op Koninginnedag deelnam aan de aubade bij paleis Soestdijk, had de koningin hem nog gekend. En hij haar ook, voegde Opa toe aan zijn verslag.
Op 106-jarige leeftijd reisde hij met de burgemeester van Dreischor helemaal naar Amsterdam, waar hij op het stadhuis werd ontvangen. De tweedaagse reis was een verjaardagsgeschenk. Amsterdam werd bedankt voor de steun tijdens de watersnoodramp.
Toen de Fries Keimpe Piers Nijdam op 15 mei 1954 stierf, werd Jan Kip de oudste man van Nederland. Begin 1957 werd hij tevens de oudste man in Europa. Kip overleed op 21 november 1958, 107 jaar en 8 maanden oud. Ten tijde van zijn overlijden was hij de op één na oudste Nederlandse man ooit, na Geert Adriaans Boomgaard. Kip werd als oudste man van zowel Nederland als Europa opgevolgd door de Delftenaar Willem Kostering.
Door de jaren bleven toeristen vragen naar zijn graf, waar inmiddels de steen al lang was verdwenen. Daarom nam de dorpsraad van Dreischor in 2019 het initiatief om een grafmonumentje op te richten. Het werd dat jaar onthuld op de sterfdag van Jan Kip, 21 november, in aanwezigheid van de burgemeester van Schouwen-Duiveland.